# Dichomeris scrutaria
Dichomeris scrutaria is een vlinder uit de familie van de tastermotten (Gelechiidae). De wetenschappelijke naam van de soort is voor het eerst geldig gepubliceerd in 1986 door Ronald Hodges.

## Type
- holotype: "male, 15.IX.1983, V. Brou"
- instituut: USNM
- typelocatie: "USA, Louisiana, St. Tam. Parish, 4.2 mi NE Abita Springs, T6S R12E S24"[3]